# Deale (Maryland)
Deale es un lugar designado por el censo ubicado en el condado de Anne Arundel en el estado estadounidense de Maryland. En el Censo de 2010 tenía una población de 4.945 habitantes y una densidad poblacional de 321,48 personas por km².

## Geografía
Deale se encuentra ubicado en las coordenadas 38°47′13″N 76°32′38″O / 38.78694, -76.54389. Según la Oficina del Censo de los Estados Unidos, Deale tiene una superficie total de 15.38 km², de la cual 13.69 km² corresponden a tierra firme y (11.01%) 1.69 km² es agua.

## Demografía
Según el censo de 2010, había 4.945 personas residiendo en Deale. La densidad de población era de 321,48 hab./km². De los 4.945 habitantes, Deale estaba compuesto por el 90.54% blancos, el 6.07% eran afroamericanos, el 0.38% eran amerindios, el 0.77% eran asiáticos, el 0.08% eran isleños del Pacífico, el 0.63% eran de otras razas y el 1.54% pertenecían a dos o más razas. Del total de la población el 3.09% eran hispanos o latinos de cualquier raza.